# Festival international du film de Locarno 2006
Le Festival international du film de Locarno en 2006 (la 59e édition) s'est déroulé du 2 au 12 août 2006. Un hommage était rendu au finlandais Aki Kaurismaki.
- 170 longs métrages étaient programmés dont 21 en compétition officielle[1].
- Willem Dafoe a reçu un prix spécial.

## Jury
- Emmanuelle Devos, Nobuhiro Suwa, Peter Rommel, Antonio Capuano, Ann Hui, Edo Bertoglio et Barbara Albert.

## Palmarès
- Léopard d'or : Das Fräulein d'Andrea Štaka ( Suisse -  Allemagne)
- Prix de la mise en scène : Laurent Achard pour Le Dernier des fous  France
- Léopard de la meilleure interprétation féminine : Amber Tamblyn pour le film Stephanie Daley (en) de Hilary Brougher (en)  États-Unis
- Léopard de la meilleure interprétation masculine : Burghart Klaussner pour le film L'Homme de l'ambassade (Der Mann von des Botschaft) de Dito Tsintsadze[2]  Allemagne
- Mention spéciale du jury : Body Rice de Hugo Vieira da Silva (pt)  Portugal
- Prix du public : La Vie des autres (Das Leben der Anderen) de Florian Henckel von Donnersmarck  Allemagne
- Léopard d'or de la compétition Cinéastes du présent : Verfolgt d'Angelina Maccarone  Allemagne